# Quercus glaucescens
Quercus glaucescens — вид рослин з родини букових (Fagaceae), поширений у Мексиці.

## Опис
Це дерево заввишки від 6 до 20 метрів; стовбур до 40 см у діаметрі. Кора сіра, луската. Гілочки ± голі, блискучі світло-коричневі, з рідкими сочевицями. Листки опадні, шкірясті, зворотно-яйцюваті або еліптичні, 10–16 × 4–6 см; верхівка гостра; основа округла або майже серцеподібна; край потовщений, загнутий, зубчастий; верх світло-зелений, злегка блискучий, майже безволосий; низ жовтувато-зелений, майже голий; ніжка листка гола, 5–8 мм. Цвітіння: березень — травень. Тичинкові сережки 5–6 см завдовжки, з численними запушеними квітами. Маточкові суцвіття 1 см завдовжки, з 1–2 запушеними квітками. Жолуді поодинокі або парні на ніжці завдовжки 1–2 см, у довжину 2–3 см; чашечка охоплює 1/3 горіха; дозрівають у перший рік у червні — серпні.

## Середовище проживання
Поширення: Мексика (Мічоакан, Оахака, Кверретаро, Мексика, Наярит, Веракрус, Герреро, Халіско). Росте на висотах від 250 до 1400 метрів.